# بايك موتور
بايك موتور كوربوريشن ليمتد (بالصينية: 北京汽车股份有限公司) (بالإنجليزية: BAIC Motor)‏ هي شركة تصنيع سيارات صينية يقع مقرها الرئيسي في بكين. وجزءًا من شركات مجموعة بايك وهي شركة تابعة لحكومة بلدية بكين.
تأسست في عام 2010 كشركة قابضة فرعية لمجموعة بايك. في مارس 2015 أعلنت الشركة عن توسيع شراكتها مع دايملر أيه جي من خلال الاستحواذ على حصة 35 بالمائة في مرسيدس بنز المالية، وهي شركة إجارة مالية تأسست في الصين.

## المنتجات

### موديلات بايك الحالية
تتضمن مجموعة منتجات سيارات بايك حاليًا الأنواع التالية:

### بكين
- بايك U5
- بايك U7
- بايك X3
- بايك X5
- بايك X6
- بايك X7
- بايك EU5
- بايك EU260
- بايك EX360
- بايك EX3
- بايك EX5
- بايك EC3
- بايك EC5
- EC220

### للطرق الوعرة
- بيجين BJ30 (بايك BJ20)
- بايك BJ40
- بايك BJ60
- بايك BJ80
- بايك BJ90

## انظر أيضّاً
- صناعة السيارات في الصين
- مجموعة بايك
- بايك بلوبارك
- أركفوكس